# Мотінов Матвій Васильович
Матвій Васильович Мотінов (16 листопада 1903, місто Ростов-на-Дону, тепер Російська Федерація — ?) — радянський діяч, голова виконавчого комітету Ростовської та Пензенської обласних рад депутатів трудящих.

## Біографія
Народився в родині робітника. Два роки навчався в початковій міській школі.
З одинадцятирічного віку працював учнем друкарні ростовської газети «Утро юга». У 1915—1917 роках — робітник кондитерської фабрики в Ростові-на-Дону. З 1917 року — підручний цвяхаря Ростовського цвяхового заводу.
З січня 1920 року — боєць робітничої бойової дружини міста Ростова, брав участь у бойових діях під Батайськом. Після розгрому білогвардійців повернувся працювати на цвяховий завод «Пролетарський молот» у Ростові-на-Дону.
З травня по осінь 1921 року працював на відновленні нафтопромислів у місті Грозному.
З осені 1921 по 1924 рік — котельник Ростовського паровозоремонтного заводу імені Леніна. У 1922 роцівступив до комсомолу.
Член РКП(б) з 1924 року.
З 1924 по 1925 рік — секретар осередку комсомолу Ростовського паровозоремонтного заводу імені Леніна.
У 1925 році навчався на окружних курсах партійного активу в місті Єйську.
До грудня 1926 року — відповідальний секретар Мечетинського районного комітету ВЛКСМ.
З грудня 1926 по весну 1928 року — заступник завідувача організаційного відділу Донського окружного комітету ВЛКСМ.
З весни 1928 року — керівник Ростовського міського товариства винахідників, заступник голови Північно-Кавказького крайового товариства винахідників.
У 1931—1933 роках — слухач курсів техніків-організаторів при Ростовському інституті інженерів залізничного транспорту, секретар партійного осередку курсів.
У 1933—1935 роках — майстер котельного цеху Ростовського паровозоремонтного заводу імені Леніна.
У 1935—1937 роках — голова заводського профспілкового комітету Ростовського паровозоремонтного заводу імені Леніна.
У 1937 році — начальник котельного цеху Ростовського паровозоремонтного заводу імені Леніна.
У грудні 1937 — березні 1940 року — секретар Сталінського районного комітету ВКП(б) міста Ростова-на-Дону.
У березні 1940 — квітні 1941 року — 2-й секретар Ростовського міського комітету ВКП(б) Ростовської області.
12 квітня 1941 — квітень 1943 року — голова виконавчого комітету Ростовської обласної ради депутатів трудящих.
У червні 1943 — травні 1945 року — голова виконавчого комітету Пензенської обласної ради депутатів трудящих.
На 1949—1954 роки — голова Ростовської обласної ради профспілок.
Подальша доля невідома.

## Нагороди
- медаль «За оборону Кавказу»
- медаль «За перемогу над Німеччиною у Великій Вітчизняній війні 1941—1945 рр.»
- медалі